# Angriff auf Santa Cruz de Tenerife (1797)
Der Angriff auf Santa Cruz de Tenerife war eine amphibische Operation im Ersten Koalitionskrieg. Die Kämpfe dauerten vom 22. bis zum 25. Juli 1797. Sie fanden an der Küste, in der Bucht vor und im Stadtgebiet von Santa Cruz de Tenerife auf der Insel Teneriffa statt. Durch das Landeunternehmen wollte das Königreich Großbritannien sich den Besitz der Kanarischen Inseln sichern und dadurch die Schiffsverbindungen zwischen Spanien und den spanischen Kolonien in Amerika und Asien stören sowie die eigenen Verbindungen dorthin sichern. Die Royal Navy musste nach verlustreichen Kämpfen kapitulieren.

## Frühere Angriffe auf Santa Cruz de Tenerife durch die englische bzw. britische Flotte
Der Angriff auf Santa Cruz de Tenerife im Jahr 1797 war der dritte große Angriff einer englischen bzw. britischen Flotte auf den Hafen und die Stadt. Die Ziele und die Folgen der vorhergegangenen Angriffe unterscheiden sich allerdings von denen des Angriffes im Jahr 1797.

### Angriff 1657
In der Seeschlacht von Santa Cruz (1657), an der auf englischer Seite 33 Schiffe beteiligt waren, hatte die Flotte des Commonwealth of England unter dem Befehl von Admiral Robert Blake das Ziel, elf Schiffe der Spanischen Silberflotte, die vor Santa Cruz de Tenerife vor Anker lagen, zu kapern oder zu versenken. Eine Landung wurde von Seiten der Engländer nicht versucht. Diese Aktion wird von der englischen als auch von der spanischen Seite als Sieg angesehen.

### Angriff 1706
Bei dem Angriff auf den Hafen von Santa Cruz de Tenerife im Jahr 1706 während des Spanischen Erbfolgekrieges waren auf englischer Seite 13 Schiffe beteiligt, die mit 800 Kanonen bewaffnet waren. Sie standen unter dem Befehl von Admiral John Jennings. (Er wird in der Spanischen Literatur auch häufig als Juan Genings bezeichnet.) Das Ziel der Aktion war es nicht unbedingt, Teneriffa für das Vereinigte Königreich zu erobern, sondern vielmehr die Insel zur Anerkennung des von England unterstützten österreichischen Thronanwärters, des späteren Kaisers Karl VI., zu bewegen. Die Royal Navy hatte jedoch keinen Erfolg. Die Spanier konnten einen Invasionsversuch der Royal Navy abwehren. Der Schaden auf Seiten der Spanier war im Verhältnis zu den Verlusten der Britischen Marine gering.

## Vorgeschichte

### Seeschlacht bei Kap St. Vincent
Im Februar 1797 besiegte die Britische Mittelmeerflotte unter dem Befehl von Admiral John Jervis in der Seeschlacht bei Kap St. Vincent die spanische Flotte. Der Rest der Flotte konnte sich in den Hafen von Cádiz retten. In der Folge befahl die Admiralität eine Blockade vor der Bucht von Cádiz, um die spanische Flotte dort festzuhalten. Am 12. April 1797 unterbreitete der damalige Rear Admiral of the Blue (Konteradmiral der Britischen Mittelmeerflotte) Nelson seinem Vorgesetzten Admiral Jervis in einem Brief den Plan, den zu dieser Zeit bereits wichtigsten Hafen der Kanarischen Inseln, Santa Cruz de Tenerife, zu erobern. Zu diesem Zweck sollten außer der Marine auch 3.700 Soldaten eingesetzt werden, die bis dahin auf Elba stationiert waren. Admiral Jervis ging offenbar zunächst nicht auf den Vorschlag ein.

### Kaperung der Fregatte „Príncipe Fernando“
Die Fregatte Príncipe Fernando war am 23. Oktober 1796 von der Insel Mauritius in Richtung Spanien unterwegs. Bei einem Zusammentreffen mit der amerikanischen Fregatte Washington erfuhr der Kapitän vom Kriegszustand zwischen Spanien und Großbritannien. Er entschloss sich dazu, im Hafen von Santa Cruz de Tenerife Schutz zu suchen, wo das Schiff am 23. Januar 1797 ankam und dort in der Bucht ankerte. In der Nacht vom 17. auf den 18. April 1797 näherten sich die britischen Fregatten HMS Terpsichore und HMS Dido der Bucht von Santa Cruz de Tenerife. Die Schiffe standen unter dem Kommando von Kapitän Richard Bowen. Es wurden sechs Boote zu Wasser gelassen, die mit insgesamt 80 Mann besetzt waren. Das Prisenkommando gelangte im Dunkeln unbemerkt an Bord der Príncipe Fernando und überwältigte die 17 anwesenden Besatzungsmitglieder. Die Príncipe Fernando verließ die Bucht unter Segeln und von den Booten gezogen. Durch die Gewehrschüsse, die bei dem Kampf an Bord des Schiffes fielen, waren die Mannschaften der Uferbefestigungsanlagen und eines ebenfalls in der Bucht liegenden Schiffs, der Fregatte Princesa, alarmiert worden. Das zwei Stunden andauernde Geschützfeuer der spanischen Seite hatte allerdings keine Folgen für die britische Marine.

### Kaperung der französischen Korvette „La Mutine“
Die französische Korvette La Mutine war seit Anfang Mai 1797 von Brest aus auf dem Weg nach Indien. Die aus Gold, Silber, Edelsteinen und feinen Stoffen bestehende Ladung sollte als Geschenk der französischen Regierung an verschiedene indische Fürsten dazu dienen, diese bei ihrem Aufstand gegen die Briten zu unterstützen. Das Schiff war mit zwölf Kanonen und zwei Haubitzen bewaffnet und hatte eine Besatzung von 150 Mann. Am 27. Mai 1797 kreuzten die zwei Britischen Fregatten die HMS Minerve und HMS Lively vor Santa Cruz. Ein Boot mit einem Parlamentär ging an Land und machte das Angebot, spanische Gefangene, die sich an Bord der britischen Schiffe befänden, gegen britische Bürger auszutauschen, die sich auf Teneriffa befanden. Da General Antonio Gutiérrez (der vollständige Name ist Antonio Gutiérrez de Otero y Santayana), der Kommandant der spanischen Truppen auf den Kanarischen Inseln, davon ausgehen musste, dass sich an Bord der britischen Schiffe keine spanischen Gefangenen befanden, lehnte er das Angebot der Briten ab. Es schien ihm offensichtlich, dass der Parlamentär nur geschickt worden war, um die Hafenbefestigungen auszuspionieren. Die britischen Schiffe entfernten sich daraufhin aus der Sichtweite der Küste. In der Nacht vom 28. zum 29. Mai 1797, gegen 3:00 Uhr morgens, enterten Seeleute der Royal Navy von acht Ruderbooten aus das französische Schiff. Da ein Feiertag war, befand sich der größte Teil der französischen Besatzung an Land. Die durch die Schüsse an Bord des Schiffes alarmierten Truppen der Uferbefestigungen und die Besatzungen der anderen in der Bucht liegenden Schiffe beschossen La Mutine und richteten dort einigen Schaden an. Trotzdem konnten die britischen Seeleute mit dem beschädigten Schiff die Bucht verlassen. Die an Land verbliebenen französischen Matrosen spielten später bei der Verteidigung der Insel eine bedeutende Rolle.

## Kampfhandlungen im Juli 1797
Am 14. Juli 1797 erhielt Nelson von Admiral Sir John Jervis, dem Oberkommandierenden der britischen Mittelmeerflotte, den Auftrag, die Stadt Santa Cruz de Tenerife durch einen plötzlichen und kräftigen Überfall in Besitz zu nehmen und die Ladung des Schiffes El Principe d’Asturias zu beschlagnahmen. Das Schiff der Philippine Company sei auf dem Weg von Manila nach Cádiz und habe eine wertvolle Fracht an Bord, die Eigentum der Krone Spaniens sei. Ob es sich bei diesem Unternehmen um einen einfachen Akt der Piraterie handelte, also um den, einen finanziellen Gewinn der britischen Krone und einen Verlust der spanischen Krone, oder eine dauernde Besetzung der Kanarischen Inseln in der Art wie die Besetzung Gibraltars und anderer Stützpunkte geplant war, ist letztlich unbedeutend, da weder das Eine noch das Andere gelang. Obwohl es nach dem Wortlaut des ursprünglichen Befehls scheint, als sei hier nur ein weiterer Akt der Piraterie geplant, ergeben sich aus den von Admiral Jervis auf Anfragen Nelsons gegebenen Präzisierungen viele Anzeichen dafür, dass eine dauernde Besetzung der Kanarischen Inseln in der Art wie die Besetzung Gibraltars oder anderer Stützpunkte geplant war. Das Hauptziel der Aktion war es offenbar also nicht – wie bei früheren Aktionen in der Bucht von Santa Cruz de Tenerife – Schiffe und deren Ladung zu erbeuten und damit dem Gegner Schaden zuzufügen, sondern durch die Einnahme des wichtigsten Hafens die britische Herrschaft über die Kanarischen Inseln zu erlangen und dadurch die Schiffsverbindungen zwischen Spanien und den spanischen Kolonien in Amerika und Asien zu erschweren und die eigenen Verbindungen nach Asien und Amerika zu sichern.
Der Flottenverband bestand aus den folgenden Schiffen: Die Linienschiffe HMS Theseus als Flaggschiff unter dem Kommando von Kapitän Ralph Willett Miller, die HMS Culloden unter dem Kommando von Kapitän Thomas Troubridge, HMS Zealous unter dem Kommando von Kapitän Samuel Hood und die Fregatten HMS Seahorse unter dem Kommando von Kapitän Thomas Fremantle, HMS Emerald unter dem Kommando von Kapitän Thomas Waller und HMS Terpsichore unter dem Kommando von Kapitän Richard Bowen sowie der Kutter Fox, unter dem Kommando von Leutnant John Gibson und der vor Cádiz gekaperten Bombarde Rayo, unter dem Kommando von Leutnant Henry Crompton. Das Linienschiff HMS Leander unter dem Kommando von Kapitän Thomas B. Thompson schloss sich, von Lissabon kommend, erst am 24. Juli dem Geschwader an.

### Erster Angriff auf die Befestigungsanlage Castillo del Paso Alto

#### Strategie
Die Angriffsstrategie war von Nelson in enger Absprache mit seinen Kapitänen erarbeitet worden. Einer dieser Berater war Kapitän Richard Bowen, der den Piratenüberfall zur Kaperung der Fregatte Príncipe Fernando geleitet hatte. Die Planung sah vor, nachts etwas nordöstlich der Befestigungsanlage Castillo del Paso Alto (Castillo del Santo Cristo de Paso Alto) mit etwa 1.000 Leuten ungesehen an Land zu gehen und die Höhe hinter der Anlage zu besetzen. Das Castillo sollte dann von der militärisch ungeschützten Landseite her angegriffen und erobert werden. Als zweiter Schritt war vorgesehen, die Militärführung in Santa Cruz aufzufordern, sich zu ergeben. Ein Brief an den Gouverneur oder den obersten Militärbefehlshaber von Santa Cruz („To the Governor or Commanding Officer of Santa Cruz“) war von Nelson mit Datum vom 20. Juli 1797 geschrieben worden. In diesem Ultimatum wird unter anderem die Herausgabe des Schiffes „El Principe d’Asturias“ gefordert. Abgesehen davon, dass es sich hier weder um eine englische, noch um eine spanische Schreibweise handelt (richtige spanische Schreibweise: „El Príncipe de Asturias“) hat es ein Schiff mit diesem Namen nicht gegeben. Im Jahr 1797 war der spätere König Ferdinand VII Fürst von Asturien. Ein Schiff mit dem Namen „Príncipe Fernando“ hatte die britische Marine aber bereits wie oben dargelegt gekapert, es konnte also nicht mehr herausgegeben werden. Dieser Brief, der so gehalten war, dass er die Spanier einschüchtern sollte, enthielt in fünf Artikeln die Kapitulationsbedingungen, in denen offensichtlich nicht nur von einer kurzfristigen Besetzung des Hafens, der Stadt und der Insel ausgegangen wurde.

#### Ablauf
In der Nacht vom 21. auf den 22. Juli gegen 4:30 Uhr versuchten etwa 1.000 Briten, darunter 250 Marinesoldaten unter dem Oberbefehl von Kapitän Troubridge, von den Fregatten aus in Ruderbooten nordöstlich von Santa Cruz an Land zu gehen. Die Zusammensetzung der Landungstruppe hatte Nelson bereits am 17. Juli 1797 festgelegt. Durch starken ablandigen Wind und die Strömung gelang es den britischen Seeleuten nicht wie geplant, den Strand vor dem Valle Secco zu erreichen. Die Landungstruppen wurden entdeckt. Obwohl sich die Boote noch außerhalb der Reichweite der Kanonen befanden, gab die Besatzung des Castillo del Paso Alto mehrere Schüsse ab, um die Truppen in der Stadt Santa Cruz zu alarmieren. Als die Angreifer feststellten, dass ihr Plan, die Höhe hinter dem Castillo del Paso Alto ungesehen einzunehmen, gescheitert war, kehrten sie auf die Schiffe zurück.

### Zweiter Angriff auf die Befestigungsanlage Castillo del Paso Alto

#### Strategie
Der Plan für den zweiten Angriff war ähnlich dem des ersten Versuchs – der Überraschungseffekt spielte allerdings in diesem Fall keine Rolle mehr. Die Landung sollte bei Tageslicht am Strand vor dem Barranco El Bufadero stattfinden. Dieser Punkt liegt noch etwas weiter nordöstlich des Stadtgebietes von Santa Cruz de Tenerife als der Strand von Valle Secco. Das Gebiet von El Bufadero lag vor allem außerhalb der Reichweite der Geschütze des Castillo del Paso Alto. Auch bei diesem neuen Angriff war geplant, die Befestigungsanlage von der – von militärischen Einrichtungen ungeschützten – Landseite her zu erobern. Eine weitere Option bestand darin, weiter auf die Insel vorzudringen und die hölzerne Wasserleitung zu zerstören, durch die Santa Cruz de Tenerife mit Trinkwasser aus dem Anaga-Gebirge versorgt wurde. Dieser Plan war bereits in dem Brief Nelsons an Jervis vom 12. April 1797 dargelegt worden. Darüber hinaus bestand, nach Ansicht der Briten, bei einer Landung nördlich von Santa Cruz die Möglichkeit, die landeinwärts liegende, militärisch unbefestigte Inselhauptstadt La Laguna einzunehmen und von dort aus den Hafen von Santa Cruz zu erobern.

#### Ablauf
Bei dem zweiten Versuch konnten die etwa 1.000 Briten unter dem Oberbefehl von Kapitän Troubridge von den Fregatten aus in Ruderbooten nordöstlich von Santa Cruz auf dem Strand vor dem Barranco El Bufadero anlanden. Die Höhe hinter dem Castillo del Paso Alto konnten die Angreifer allerdings nicht erreichen. Die Küste besteht aus kahlen schroffen Felsen, die durch tiefe Schluchten (Barrancos) getrennt sind. Als besonderes Hindernis erwies sich der Barranco del Valle Secco. Als die Briten auf der Nordostseite des Barrancos, der Hochebene von La Jurada, eintrafen, mussten sie feststellen, dass sie auf der Höhe der gegenüberliegenden Seite des Barrancos von kanarischen Milizsoldaten erwartet wurden. Ein Durchqueren des Barrancos war den Briten wegen des freien Schussfeldes nicht möglich. General Gutiérrez hatte darüber hinaus die Miliztruppen in La Laguna alarmiert, die den Briten den Weg in die Inselhauptstadt abschneiden sollten. Ob die Briten Kundschafter in die Richtung ausschickten, ist unbekannt. Die britischen Truppen blieben also auf der Ebene von La Jurada stehen und warteten ab. Dabei kam den Spaniern das Wetter zu Hilfe. Eine sengende Sonne ließ mehrere Briten kollabieren. Dazu kam dann auch noch, dass sie sehen mussten, wie die spanischen Milizen auf der anderen Seite des Barrancos von den Wasserträgerinnen aus Santa Cruz mit Wasser, Obst und anderen Lebensmitteln versorgt wurden. Sie selber hatten aber keinerlei Versorgung im Hinblick auf Wasser oder Verpflegung. Die Briten waren gezwungen, sich am Abend des 22. Juli zurückzuziehen und in ihren Booten auf die Schiffe zurückzukehren.

### Angriff auf das Castillo San Cristóbal und die Stadt

#### Strategie
Der dritte Versuch, den Hafen, die Stadt Santa Cruz de Tenerife und damit die Kanarischen Inseln zu erobern, sollte in einem direkten Angriff auf die Stadt und das Castillo San Cristóbal, der zentralen Befestigungsanlage der Stadt, erfolgen. Dazu sollten die Truppen, mittlerweile verstärkt durch die Mannschaft der HMS Leander, nachts ungesehen an der Mole anlanden. Ob der Plan wirklich vorsah, die gesamte Truppe heimlich an der Mole anlanden zu lassen, ist umstritten. Das Anlegen einer großen Anzahl von Ruderbooten nacheinander an der Mole, und das Aussteigen von mehr als 1.000 Personen über eine einzige Treppe, hätte sehr lange gedauert und man hätte wohl davon ausgehen müssen, dass die Aktion trotz der herrschenden Dunkelheit von den Verteidigern bemerkt worden wäre.
Eine andere Annahme ist, dass geplant war, einen großen Teil der Truppen nördlich der Mole bei der Playa de la Alameda und südlich der Mole an verschiedenen Stränden landen zu lassen, um sich dann auf der Plaza de la Pila (heute: Plaza Candelaria) zu treffen, um dann gemeinsam das Castillo de San Cristóbal, in dem sich auch der Oberkommandierende der kanarischen Truppen, General Gutiérres befand, zur Kapitulation aufzufordern oder im Sturm zu nehmen. Den Befehl über die gesamte Landungsaktion übernahm Konteradmiral Nelson persönlich.

#### Aktionen vor dem Angriff
Während des 24. Juli lieferten sich die britischen Linienschiffe und die Besatzung der Hafenbefestigungen heftige Feuergefechte, die aber weder auf der einen noch auf der anderen Seite Schäden anrichteten. Auch die Beschießung des Castillo del Paso Alto durch die Bombarde Rayo wurde, obwohl diese – wenn auch geringen – Schaden anrichtete, von den spanischen Verteidigern eher als ein Ablenkungsmanöver erkannt. Da er mit einem direkten Angriff der Briten auf den Hafen von Santa Cruz rechnete, zog General Antonio Gutiérrez im Laufe des Tages nahezu alle seine Truppen von den außerhalb der Stadt gelegenen Befestigungen ab und konzentrierte sie im Hafen und auf der rechten, südwestlich der Stadt hin gelegenen Seite des Barranco de los Santos. Diese Truppenbewegungen konnten von See aus nicht beobachtet werden.

#### Ablauf der Kämpfe an der Küste

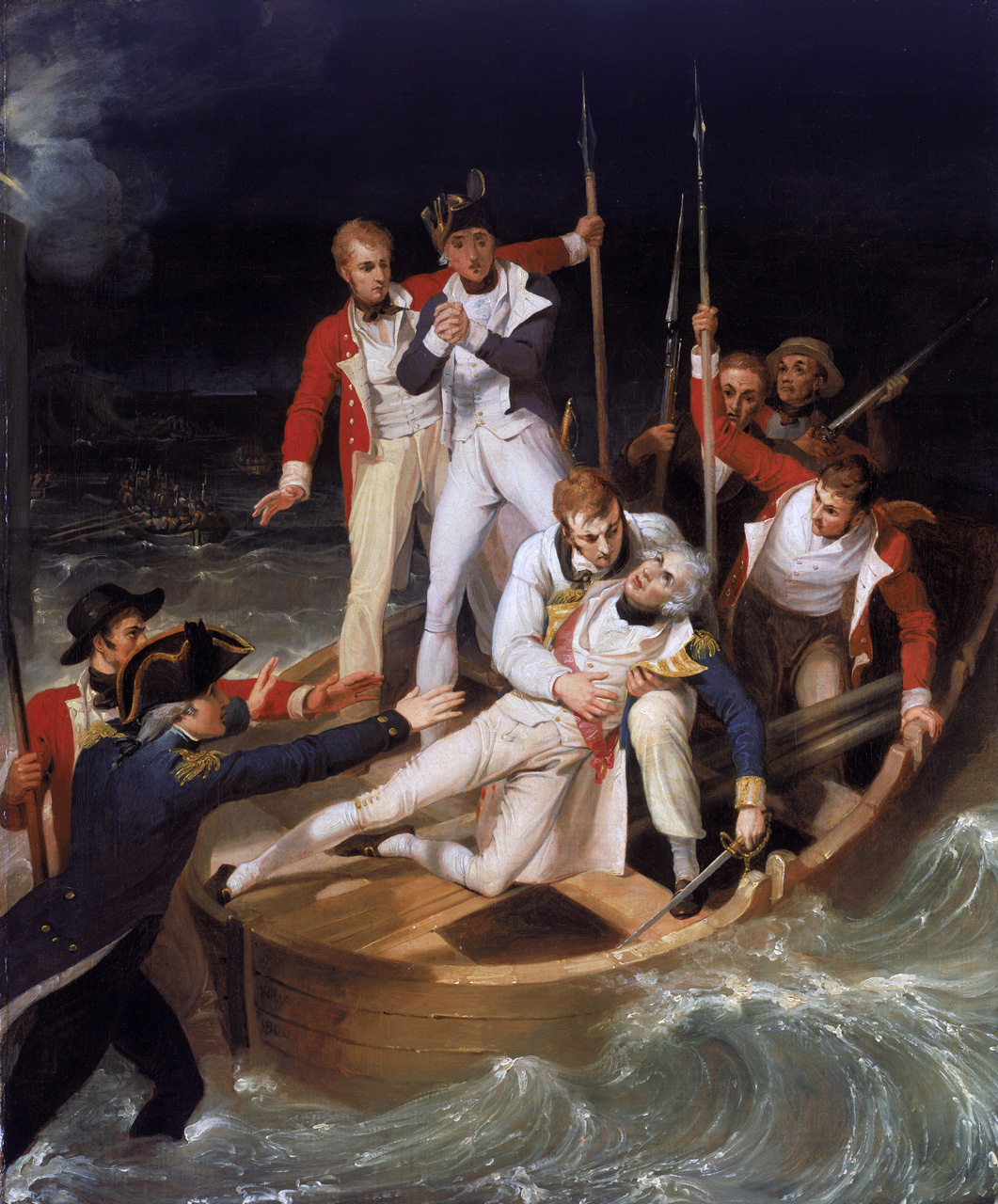
Richard Westall (1765–1836): Nelson wird beim Angriff auf Santa Cruz de Tenerife verwundet

In der Nacht vom 24. auf den 25. Juli 1797 gegen 1:00 Uhr näherten sich etwa 700 Mann in Ruderbooten, 180 Mann auf dem Kutter Fox und 70 bis 80 Mann auf einem spanischen Schiff, das am Tag vorher auf seiner Fahrt von Gran Canaria nach Teneriffa aufgebracht worden war, der Stadt Santa Cruz de Tenerife. In den ersten Booten, die in absoluter Dunkelheit die Mole bzw. den Strand der Alameda erreichten, befanden sich auch Konteradmiral Nelson und Kapitän Richard Bowen. Sie wurden von den Verteidigern entdeckt und sofort von mehreren Seiten aus beschossen. Dabei wurde Nelson schwer am rechten Arm verletzt. Zur gleichen Zeit wurde der Kutter Fox unter der Wasserlinie getroffen und sank. Das Boot, das Nelson zu seinem Flaggschiff zurückbrachte, konnte einige Seeleute, die sich auf der Fox befunden hatten, aufnehmen. Weitere Ruderboote landeten an der Caleta de la Aduana. Andere Boote landeten an der Mündung des Barranquillo de Aceite. Etwa 30 Boote landeten an der Playa de Las Carnicerías.

#### Ablauf der Kämpfe in der Stadt
Die Briten konnten zwar auf dem Molenkopf einige Kanonen erobern und unschädlich machen, sie wurden aber durch Beschuss aus dem Castillo San Cristóbal auf ihre Boote zurückgetrieben. Bei diesem Beschuss wurde auch Kapitän Bowen getötet. Während die Landung der Briten an der Mole ein kompletter Fehlschlag war, landeten einige Boote etwas weiter im Nordosten an der Playa de la Alameda. Die Besatzungen wurden aber, nachdem sie das Land erreicht hatten, beschossen und zu einem großen Teil gefangen genommen. Kapitän Thomas Troubridge gelang es, mit etwa 80 Mann, die an der Caleta de la Aduana gelandet waren, eine ordentliche Formation zusammenzubringen. Allerdings waren die Truppen nur zum Nahkampf mit den Bajonetten in der Lage, da das Pulver durch den starken Wellengang feucht geworden war. Die Formation erreichte die Westseite des Plaza del Pilar. Dort ließ Kapitän Thomas Troubridge zwei Kaufleute gefangen nehmen, von denen einer englisch sprach. Diese wurden zusammen mit einem Unteroffizier zu General Gutiérrez geschickt, um ihn zur Kapitulation aufzufordern. Dieser aber weigerte sich, mit dem Briten zu sprechen, weil er diesen für nicht ausreichend legitimiert hielt, Verhandlungen zu führen. General Gutiérrez ließ die Angreifer, die auf der südwestlichen Seite dem Plaza del Pilar auf Antwort warteten, durch Milizen mit Gewehren und Artillerie durch Seitenstraßen nach Westen in Richtung des Dominikanerklosters (Convento dominico de la consolación) abdrängen.

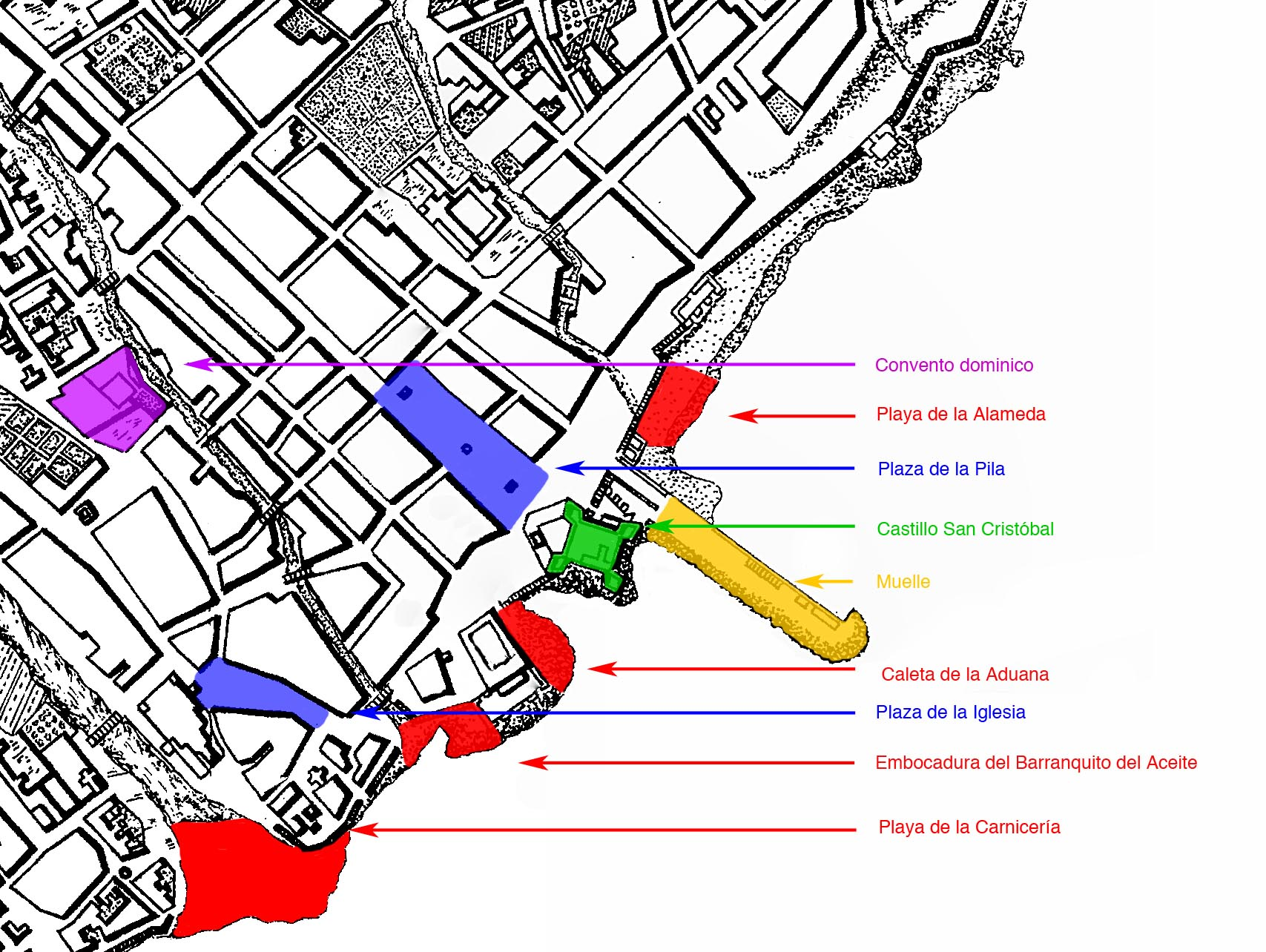
Santa Cruz de Tenerife 25. Juli 1797

Etwa 260 Mann der britischen Truppen unter dem Kommando der Kapitäne Samuel Hood und Ralph Willett Miller, die an der Playa de Las Carnecerías an Land gegangen waren, wurden auf dem Platz vor der Kirche Concepción von einem Trupp der Verteidiger unter Beschuss genommen. Diese hatten in der Dunkelheit die Englisch sprechenden Soldaten gehört und schnitten ihnen den Weg zum Plaza del Pilar, aber auch zurück zum Strand ab. Auch diese Gruppe der Angreifer bewegte sich daher in Richtung des Dominikanerklosters. Die beiden Gruppen, zusammen etwa 340 Mann, vereinigten sich und besetzten das Kloster. Der Prior und ein weiterer Mönch wurden durch Kapitän Troubridge zu General Gutiérrez geschickt, um die Verteidiger von Santa Cruz de Tenerife aufzufordern, sofort die Waffen niederzulegen und sich zu ergeben. Eine Weigerung habe fürchterliche Folgen für die Bewohner der Stadt. Man habe außerdem eine große Anzahl spanischer Gefangener, um den Forderungen genügend Nachdruck zu verleihen. Auf diese Forderung ging General Gutiérrez nicht ein.
Nachdem es hell geworden war, signalisierten die im Kloster verbarrikadierten Briten von der Glockenwand aus, ihren Schiffen eine Bitte um Hilfe. Die daraufhin zu Wasser gelassenen 15 Boote wurden sofort vom Molenkopf und dem Castillo San Cristóbal aus beschossen. Einige Boote sanken, der Rest kehrte zu den Schiffen zurück. Der Vorgang wurde von den im Kloster eingeschlossenen Truppen beobachtet. Da die britischen Offiziere mit keiner Hilfe rechnen konnten und außerdem davon ausgingen, dass sie von 800 oder mehr spanischen Soldaten und Milizionären mit Artilleriegeschützen umstellt seien, gaben sie ihren Widerstand auf und boten Verhandlungen über eine Kapitulation an. Als Emissäre wirkten dieses Mal Kapitän Samuel Hood und der Kommandant der Marinesoldaten Thomas Oldfield.

### Kapitulation
In der Kapitulationsurkunde wurde den britischen Truppen freier Abzug mit all ihren Waffen gewährt. Falls nicht genügend viele ihrer Boote gerettet wären, sollten ihnen ausreichend andere zur Verfügung gestellt werden. Die Briten verpflichteten sich im Gegenzug, weder die Stadt noch eine andere der Kanarischen Inseln anzugreifen. Die Gefangenen beider Seiten sollten freigelassen werden. Die Urkunde wurde von Samuel Hood und Antonio Gutiérrez unterschrieben und von Thomas Troubridge als Kommandant der britischen Truppen ratifiziert. Der Vertrag wurde Nelson, der sich auf seinem Flaggschiff Theseus befand, durch Kapitän Hood und dem englischsprechenden spanischen Hauptmann Carlos Adán vorgelegt. Nelson stimmte dem Abkommen zu. Ab 9:00 Uhr am 25. Juli 1797 fand auf dem Plaza de la Pilar ein Aufmarsch statt: Die britischen Truppen marschierten vollbewaffnet durch eine aufgestellte „Ehrenformation“ der spanischen Truppen in Richtung der Mole, um sich auf zum größten Teil durch die Spanier zur Verfügung gestellten Booten einzuschiffen. Dabei wurden sie durch die Spanier großzügig mit Lebensmitteln und Wein ausgestattet. Einige Verletzte wurden in das örtliche Krankenhaus gebracht, um dort ordentlich versorgt zu werden. Auch sie wurden anschließend zu ihren Schiffen gebracht. Zwischen Konteradmiral Nelson und General Gutiérrez fand in den nächsten Tagen ein nahezu freundschaftlicher Briefwechsel statt. Darin bat Gutiérrez Nelson, im Hafen von Cádiz einen Brief an den spanischen Hof abzuliefern. In diesem Brief gibt Gutiérrez eine genaue Schilderung der Kampfhandlungen. Während Gutiérrez Nelson mit Wein versorgte, schickte dieser als Gegengeschenk ein Fass Bier und Käse. Am 27. Juli gegen 15:00 Uhr lichteten die britischen Schiffe ihre Anker, um in Richtung Norden zu fahren, erneut an der Belagerung der spanischen Flotte im Hafen von Cádiz teilzunehmen und den Brief von Gutiérrez zu überbringen.

## Folgen der Militäraktion

Wappen der Stadt Santa Cruz de Tenerife

In einem Brief vom 27. Juli 1797 an seinen Vorgesetzten macht Konteradmiral Nelson eine genaue Aufstellung der Verluste auf britischer Seite. Er kommt dabei auf die folgenden Zahlen: 28 Seeleute und 16 Marinesoldaten getötet, 90 Seeleute und 15 Marinesoldaten verwundet, 97 Seeleute und Marinesoldaten ertrunken, 5 Seeleute und Marinesoldaten vermisst. Hinzu kommen sieben namentlich aufgeführte getötete und fünf verletzte Offiziere. Weder für die Karriere des Konteradmirals Nelson noch für die seiner Kapitäne hatte diese misslungene Aktion an Land – langfristig gesehen – nachteilige Folgen. Die allgemeine militärische Lage zwischen Großbritannien und Frankreich/Spanien wurde durch diese Aktion nicht beeinflusst. Die Nutzung der Häfen der Kanarischen Inseln spielte im weiteren Ablauf der Kriegshandlungen keine Rolle. In einem Brief vom 8. August 1797 an den Hof in Madrid macht auch General Gutiérrez eine genaue Aufstellung der Verluste der spanischen Seite. Er kam dabei auf die folgenden Zahlen: 23 Tote, darin eingeschlossen sind zwei Offiziere, 38 Verletzte, darin eingeschlossen sind drei Offiziere. General Gutiérrez wurde in Würdigung seiner Verdienste bei der Verteidigung des Hafens von Santa Cruz de Tenerife zum Ritter des Alcántaraordens ernannt. Er setzte sich in verschiedenen Briefen für die Verletzten, Witwen und Waisen des Angriffes ein. Die Kanone El Tigre, von der angenommen wird, dass durch sie Konteradmiral Nelson so verletzt wurde, dass sein rechter Arm amputiert werden musste, ist heute (März 2012) im Museum Castillo de San Cristóbal (Santa Cruz de Tenerife) unter dem Plaza de España ausgestellt. Der Ort Santa Cruz de Tenerife wurde durch den königlichen Erlass vom 28. August 1803 von König Carlos IV zur Sehr treuen, edlen und siegreichen Stadt Santa Cruz de Santiago de Tenerife erklärt. Damit erreichte der Ort den Status als selbständige Stadt und damit die Unabhängigkeit von La Laguna, mit dem Recht, einen eigenen Stadtrat zu bilden. Das Wappen zeigt – auch heute noch – drei Löwen, die die drei abgewehrten Angriffe durch Blake, Jennings und Nelson symbolisieren.